# Frederik Willem Floris Theodorus van Pallandt
Pour les articles homonymes, voir Pallandt.
Frederik Willem Floris Theodorus van Pallandt, né le 21 septembre 1772 à La Haye et mort le 14 février 1853 à La Haye, est un homme politique néerlandais.

## Biographie
Frederik Willem Floris Theodorus van Pallandt est le fils d'Adolf Werner Carel Willem van Pallandt et de Heilwich Charlotta Barbara van Heeckeren. Gendre d'Hans Willem van Aylva, il est le père d'Hans Willem van Aylva van Pallandt.

## Mandats et fonctions
- Bourgmestre de Doetinchem : 1793-1794
- Membre de l'Assemblée des notables : 1814-
- Ministre d'État des Pays-Bas : 1828-
- Ministre des Affaires religieuses : 1828-1841
- Ministre de la Justice : 3 septembre 1830 - 5 octobre 1830